# Dave Robertson
Davis Aydelotte Robertson (Portsmouth, Virginia, 25 de septiembre de 1889-Virginia Beach, Virginia, 5 de noviembre de 1970), más conocido como Dave Robertson, fue un jugador profesional estadounidense de béisbol que se desempeñó en la posición de jardinero derecho en las Grandes Ligas de Béisbol (MLB).

## Carrera
Robertson jugó como profesional seis temporadas en New York Giants (1912, 1914-1917, 1919), después pasó a Chicago Cubs (1919-1921), luego a Pittsburgh Pirates (1921), posteriormente regresó a New York Giants, donde jugó una temporada (1922), y fue el equipo en el que se retiró.

## Títulos
Fue campeón en jonrones de la Liga Nacional en dos oportunidades (1916 y 1917).